# Municipio de Sharon (condado de Appanoose)
El municipio de Sharon (en inglés: Sharon Township) es uno de los diecisiete municipios ubicados en el condado de Appanoose en el estado estadounidense de Iowa. En el año 2000 el municipio tenía una población de 220 habitantes y una densidad poblacional de 3,5 personas por km².

## Geografía
El municipio de Sharon se encuentra ubicado en las coordenadas 40°43′34″N 92°47′41″O / 40.72611, -92.79472.